# Rogoredo FS
Rogoredo FS is een station in de Italiaanse stad Milaan aan de hoofdlijnen Milaan-Genua, Milaan-Bologna en lijn 3 van de metro van Milaan.

## Geschiedenis
Het station Milano Rogoredo werd tussen 1862 en 1876 gebouwd en stapsgewijs in gebruik genomen.Ten zuiden van het station ligt de splitsing van de spoorlijn in een tak naar Genua en een naar Bologna, aan de noordkant liep tot 1931 de spoorlijn door de stad naar Repubblica waar toen het centraal station stond. De ingebruikname van de ringspoorlijn in 1931 betekende dat ten noorden Rogoredo verbindingssporen naar de ringspoorlijn kwamen. Op 12 mei 1991 werd het station aangesloten op de metro en tussen 2000 en 2008 werd het bovengrondse deel herbouwd in verband met de komst van het stadsgewestelijk net en het hogesnelheidsverkeer. Op 7 juni 2008 kwam de Rogoredoboog van de Passante Ferroviario gereed en vanaf 15 juni 2008 werd Rogoredo het zuidelijk eindpunt van 4 lijnen van de suburbane. De hoge snelheidslijn naar Bologna werd in 2012 geopend en op 3 september 2012 opende Trenitalia de FrecciaClub, een speciale wachtruimte voor HSL-reizigers. Deze werd in 2018 omgebouwd tot SalaFreccia.  

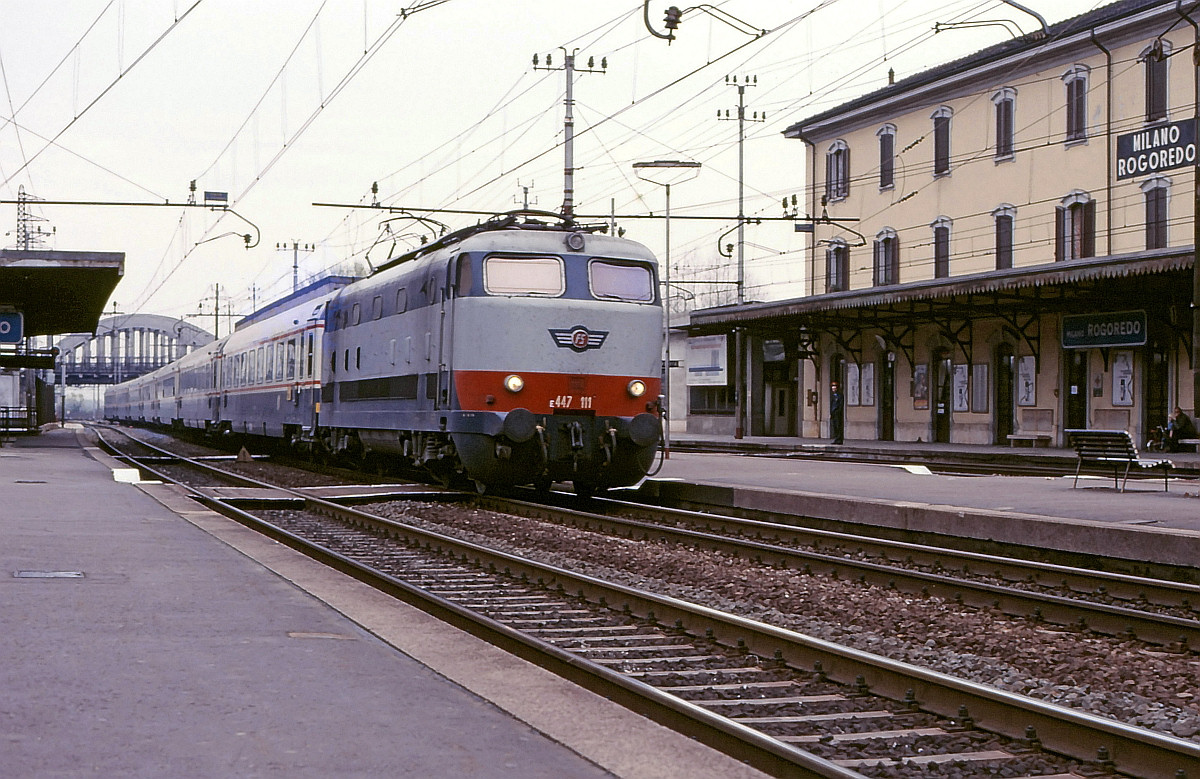
Het station in 1988...
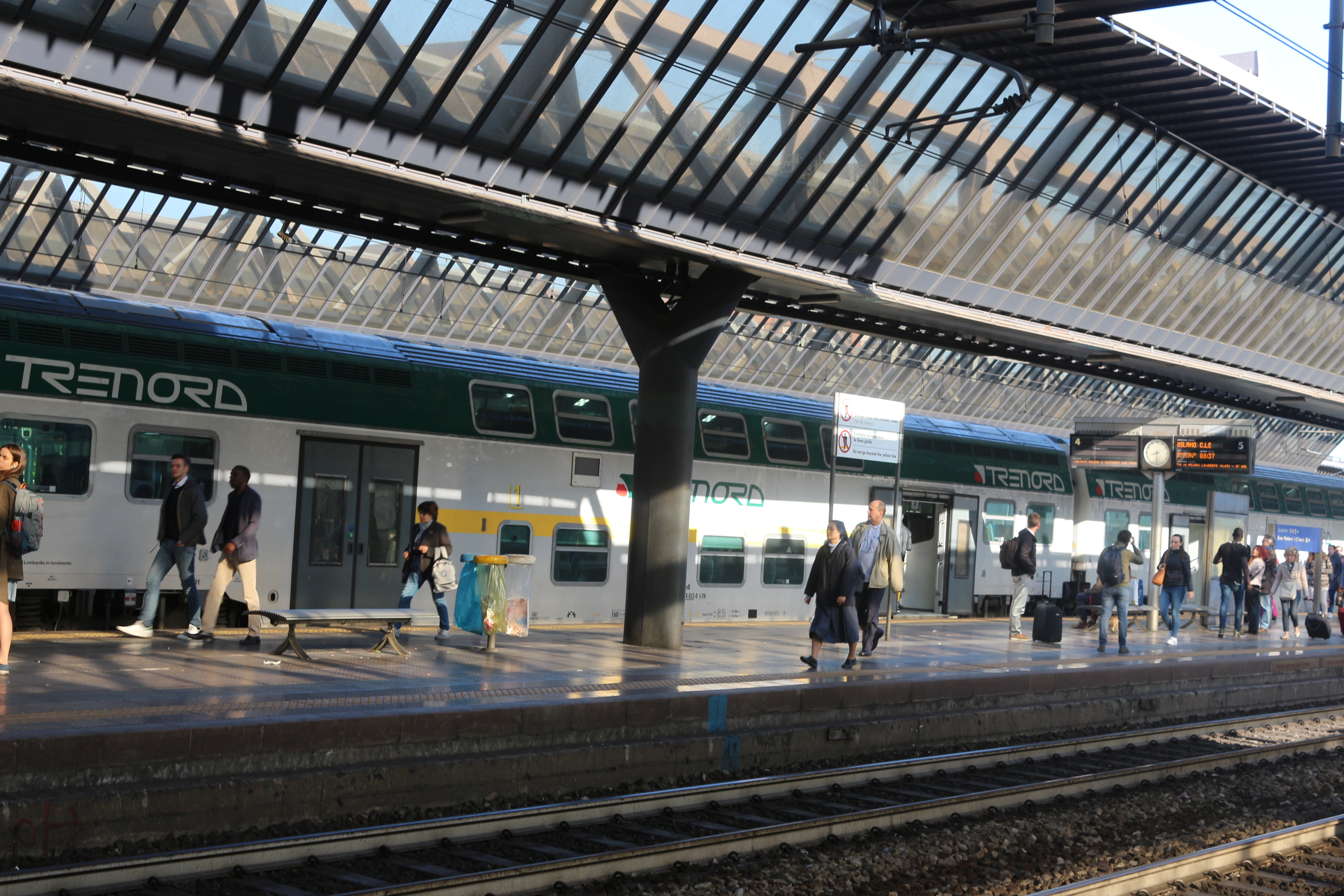
...en in 2019
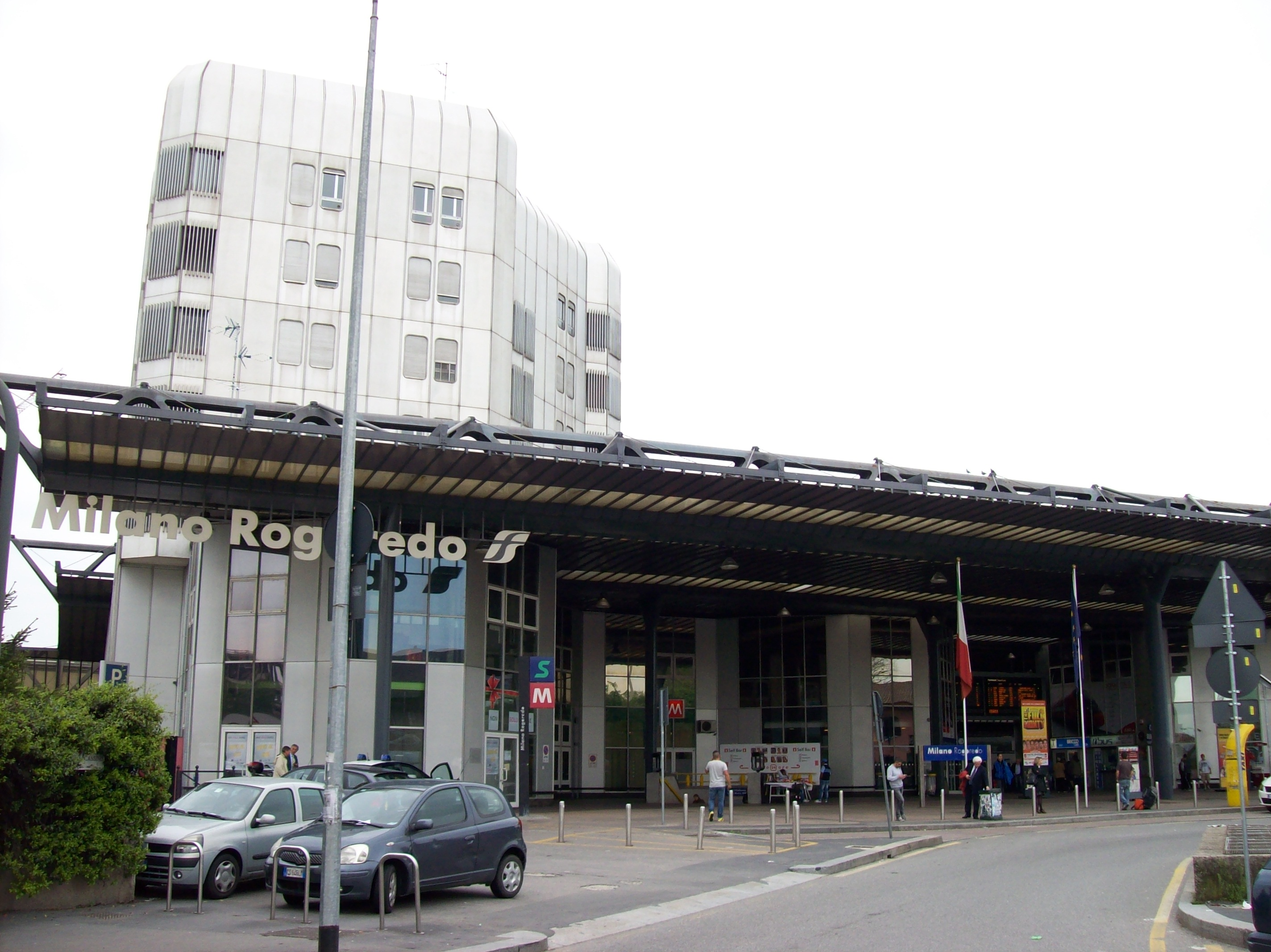
De ingang aan het stationsplein

## Ligging en inrichting
Bovengronds kent het station acht doorgaande- en vijf kopsporen met overdekte perrons. De kopsporen liggen tegen de noordkant van het stationsgebouw aan de westkant van de doorgaande sporen. De kopsporen worden gebruikt door de lijnen van het stadsgewestelijk net die hier hun eindpunt hebben. De perrons langs doorgaande sporen zijn bereikbaar door een reizigerstunnel vanuit de stationshal op niveau -1 na het passeren van de toegangspoortjes. De perrons zelf liggen op straatniveau en de kopsporen zijn rechtstreeks vanaf het stationsplein toegankelijk. De doorgaande sporen zijn genummerd van 1 t/m 8 en de kopsporen 1 t/m 5 er is dus geen sprake van een doorlopende nummering maar van een aparte voor RFI en de suburbane. Ten westen van de kopsporen ligt een P&R terrein met 650 parkeerplaatsen aangevuld met 14 voor gehandicapten en 100 plaatsen voor motoren. De stationshal heeft ondergronds een doorsteek naar de verdeelhal van de metro en een voetgangerstunnel naar de Via Rogoredo aan de oostkant van het station. Deze tunnel ligt boven de metrosporen en vormt een caisson met de metrotunnel. Dit caisson is naast de spoorlijn gebouwd en vervolgens met een hydrolische pers onder het spoor doorgedrukt. De metroperrons liggen onder de verdeelhal op niveau -2. 

## Reizigersdienst
De hoofdsporen 1 t/m 6 worden bereden door zowel vracht- als personentreinen en zijn met ongelijkvloerse kruisingen ten zuiden van het station verbonden met de lijnen naar Genua en Bologna. Spoor 7 en 8 liggen aan de hogesnelheids verbinding naar Bologna. Aan de noordkant sluiten deze sporen aan op de ringspoorlijn. De diensten van lijn S2 beginnen/eindigen op de kopsporen, lijn S13 volgt de lijn richting Genua en lijn S1 die naar Bologna. Ten noorden van het station rijden de lijnen van de suburbane via een verbindingsboog naar Porta Vittoria en verder. Als bijzonderheid stopt de Riviera Express (Nice- Moskou) in Rogoredo in plaats van in Milano Centrale.